# بلدية (سكان قسنطينة الأصليين)
البلْدية Beldeyya وتعني أصحاب البلد وأهله الأصليين، وهو لفظ يطلقه سكان مدينة قسنطينة بالجزائر على ما يعرف بالسكان الأصليين للمدينة أو أحياناً على قدماء السكان إذا اعتبرنا أن صفة «سكان أصليين» هي صفة نسبية. يُعرف البلْدية على أنهم من سكنوا مدينة قسنطينة قبل موجة النزوح الكبيرة التي شهدتها المدينة من مختلف المناطق.

## الأصول العرقية للبلْدية
يستحيل تحديد الأصول العرقية للبلْدية الحقيقيين، والبلْدي هي صفة نسبية تجمع بين العرب الذين سكنوا المدينة منذ مجيء الإسلام واليهود بعد فرارهم من الأندلس والأتراك الذين دخلوها وحكموها بما في ذلك البربر و غيرهم، كما أن البلْدية كانوا يقطنون في أماكن من وسط المدينة وبعض الجبال في الحرب مع فرنسا. اليوم انتقل الكثير من البلْدية إلى العاصمة ومنهم من هاجر إلى الخارج.